# 30 avril 1960
Le samedi 30 avril 1960 est le 121e jour de l'année 1960.

## Naissances
- André Moisan, musicien et chef d'orchestre québécois
- Beata Pozniak, actrice américaine
- Claude Bergeaud, joueur français de basket-ball
- David Miscavige, homme d'affaires américain et dirigeant actuel de l'Église de scientologie
- Geoffrey Cox, politicien britannique
- Gerard Leever, auteur de bande dessinée néerlandais
- John Donahoe, entrepreneur américain
- Kerry Healey, personnalité politique américaine
- Michelle J. Howard, officier de la marine américaine
- Phyllis Christine Cast, écrivain américaine
- Rozenn Milin, professionnelle de l'audiovisuel française et bretonne

## Décès
- Georges Ancel (né le 1er juillet 1870), personnalité politique française
- Maurice Delépine (né le 15 juillet 1883), juriste français